# إعادة تدوير القطن

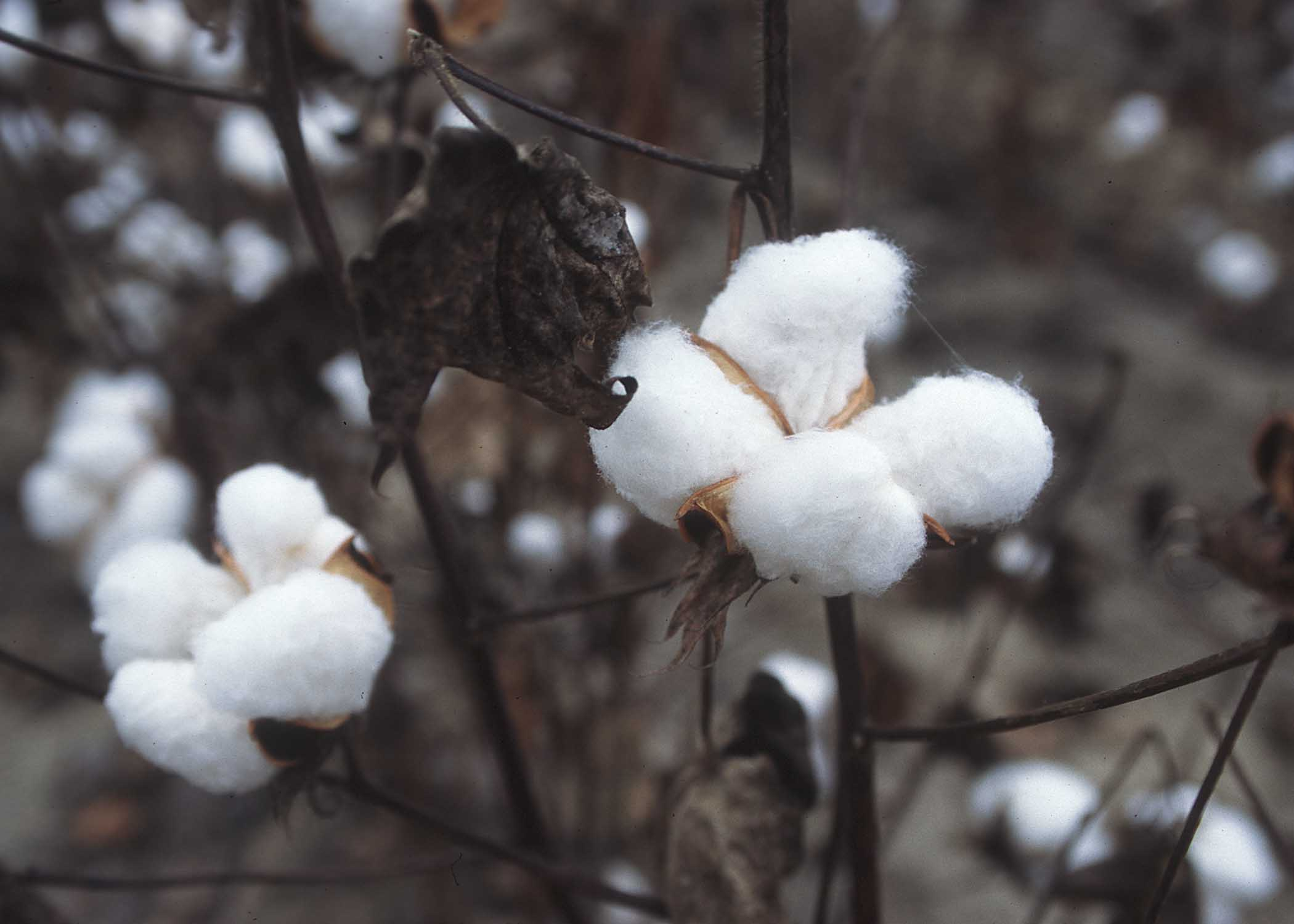
قَطرات القطن على نبات القطن جاهزة للحصاد والمعالجة لتصبح غزل قطن ونسيج

تمنعُ إعادة تدوير القطن الهدر غير الضروري لمادّة القطن ويُمكن أن تكون بديلًا أكثر استدامة للتخلص منه ويمكن أن يأتي القطن المعاد تدويره من ملابس مستعملة أو من نفايات النسيج أو بقايا الطعام التي يتمّ نسجها بعد ذلك إلى خيوط وأقمشة جديدة. هناك بعض القيود الملحوظة على القطن المُعادِ تدويره، بما في ذلك فصل المواد التي هي مزيجٌ من القطن والبوليستر. قد يكون هناك أيضًا حدودٌ لإمكانية استخدام القطن المعاد تدويره.

## عمليّة التدوير
يُمكن إعادة تدوير القطن من نفايات القطن وذلك قبل الاستهلاك أو بعده. تأتي نفايات ما قبل الاستهلاك على سبيل المثال من أيّ مادة زائدة يتم إنتاجها أثناء صُنع الخيوط والأقمشة والمنسوجات، وتأتي نفايات مابعد الاستهلاك من منتجات المنسوجات المهملة على سبيل المثال: الملابس المستعملة والمنسوجات المنزلية.
أثناءَ عملية إعادة التدوير يتم فرز نفايات القطن أولًا حسب النوع والألوان ومن ثم معالجتها من خلالِ آلات تقطيع الخيوط والنسيج إلى قطعٍ أصغر قبل تفكيكها إلى ألياف حيث يتمّ مزج هذه القطع عدة مرات لتنظيف الألياف ومزجها قبل نسجها في خيوط جديدة.
الألياف المُصنّعة أقصرَ طولاً من الألياف الأصلية، مما يعني أن الدوران أكثر صعوبة، لذلك غالباً ما يتم مزج القطن المُعاد تدويره بألياف القطن البكر لتحسين قوة الغزل وعادةً لا يتم استخدام أكثر من 30% من محتوى القطن المعاد تدويره في الغزل النهائي أو النسيج.
نظرًا لأن نفايات القطن غالبًا ما تكون مصبوغة مسبقًا؛ فقد لا تكون إعادة الصباغة ضرورية. في الواقع فالقطن هو محصول كثيفُ الموارد من حيث الماء والمبيدات الحشرية وهذا يعني أن استخدام القطن المعاد تدويره يمكن أن يؤدي وفرةً كبيرةً في الموارد الطبيعية والحد من التلوث الناتج عن الزراعة. الجدير بالذكرِ هنا أنّ إعادة تدوير طن واحد من القطن يمكن أن يوفر 765 متر مكعب (202.000) جالون أمريكي من المياه.

رمز إعادة تدوير القطن

## الاستخدامات
غالبًا ما يتم الجمع بين القطن المعاد تدويره مع الزجاجات البلاستيكية المعاد تدويرها لصنع الملابس والمنسوجات وإنشاء منتجات مستدامة واعية للتعامل مع الأرض. يُمكن استخدام القطن المعاد تدويره في السياقات الصناعية كالممسحة وأقمشة التنظيف كما يمكن صنع ورق جديد عالي الجودة منه وعندما يتمّ إعادته إلى حالته الليفية يمكن استخدام القطن لتطبيقات مثل: حشو المقاعد أو عزل المنازل والسيارات.
يُباع القطن أيضًا كخيوط قطنية معادٌ تدويرها للمستهلكين لإنشاء أغراضهم الخاصة، بالإضافة إلى ذلك، يمكن تحويل نفايات القطن إلى ورق أقوى وأكثر متانة من الورق التقليدي المبني على لب الخشب والذي قد يحتوي على نسبة عالية من الأحماض. غالبًا ما يُستخدم الورق المصنوع من القطن في المستندات المهمة وأيضًا في الأوراق النقدية نظراً لأنها لا تتلف بسهولة كما يمكن أيضاً استخدام نفايات القطن في زراعة الفطر.
على الرغم من أن إعادة تدوير القطن يُقلّل من العملية القاسية المتمثلة في إنتاج منتجات قطنية جديدة، إلا أنها أليافٌ طبيعيةٌ وقابلة للتحلل وبالتالي فإن أي ألياف قطنية لا يمكن إعادة تدويرها أو استخدامها مرة أخرى يمكن تسميدها ولن تشغل مساحة في مدافن النفايات.